# Karl Kreuser (Konfliktforscher)
Karl Kreuser (* 8. April 1961 in München) ist ein deutscher Konflikt- und Kompetenzforscher.

## Leben
Kreuser studierte Bau- und Vermessungswesen in München. Er arbeitete als Ingenieur im Tunnelbau, als Lehrgruppenleiter an der Katastrophenschutzschule Bayern und der Staatlichen Feuerwehrschule Geretsried, als Personal- und Organisationsentwickler in der Steinbeis-Gruppe sowie als geschäftsführender Gesellschafter einer Unternehmensberatung.
Nach einem Promotionsstudium in Philosophie, Soziologie und Pädagogik an der Gottfried Wilhelm Leibniz Universität Hannover erfolgte 2010 die Promotion zum Doktor der Philosophie (Dr. phil.) mit dem Thema „Strategisches Kompetenzmanagement unter Diverstiy-Aspekten am Beispiel von Gender“.
2010 leitete er die Umfrage Mediationskompetenz, die 2021 unter dem Titel Mediationskompetenz im Wandel wiederholt wurde.
Kreuser hatte Lehraufträge an den Fachhochschulen München und Rosenheim sowie der Europäischen Fernhochschule, und ist Autor zu Fachthemen.
Aufbauend auf die neuere Systemtheorie entwickelte Karl Kreuser eine systemische Theorie des Konflikts und der Konfliktintervention. 2014 begann seine Arbeit an einer „Theorie kollektiver Kompetenzen“, welche die Kompetenzen von Teams und Unternehmen erfasst. In diesem Zusammenhang entstanden weiterführende Erkenntnisse zu professionellen Kompetenzen für Beratung und Dienstleistung sowie zu professioneller Empathie.
Ab 2018 war Karl Kreuser Mitglied im Wissenschaftsbeirat des Österreichischen Bundesverbandes für Mediation (ÖBM)

## Monographien und Herausgeberbände
- mit Thomas Robrecht: Mit Partnern gewinnen. Kooperation nachhaltig managen, EWK-Verlag, Kühbach-Unterbernbach 2008.
- mit Thomas Robrecht (Hrsg.): Führung und Erfolg. Eigene Potenziale entfalten, Mitarbeiter erfolgreich machen, Gabler Verlag, Wiesbaden 2010, ISBN 978-3-8349-2171-0.
- Tolerieren, Unterscheiden, Verändern! Strategisches Kompetenzmanagement mit KODE unter Diversity-Aspekten am Beispiel von Gender, Carl-Auer-Verlag, Heidelberg 2010, ISBN 978-3-89670-930-1.
- mit Volker Heyse, Thomas Robrecht (Hrsg.): Mediationskompetenz. Mediation als Profession etablieren. Theoretischer Ansatz und zahlreiche Praxisbeispiele, Waxmann, Münster 2012, ISBN 978-3-8309-2605-4.
- mit Thomas Robrecht, John Erpenbeck: Konfliktkompetenz: Eine strukturtheoretische Betrachtung, Springer VS, Wiesbaden 2012, ISBN 978-3-531-18317-6.
- mit Thomas Robrecht: Wo liegt das Problem? So machen Sie Ihr Team in 3 Stunden wieder arbeitsfähig, Wolfgang Metzner Verlag, Frankfurt am Main 2016, ISBN 978-3-943951-62-2.
- mit Karin Sonnleitner, Cristina Lenz, Sascha Ferz (Hrsg.): Beratungskompetenzen für Mediation, Coaching und Supervision, Waxmann, Münster 2022, ISBN 978-3-8309-4605-2.